# Zygmunt Król

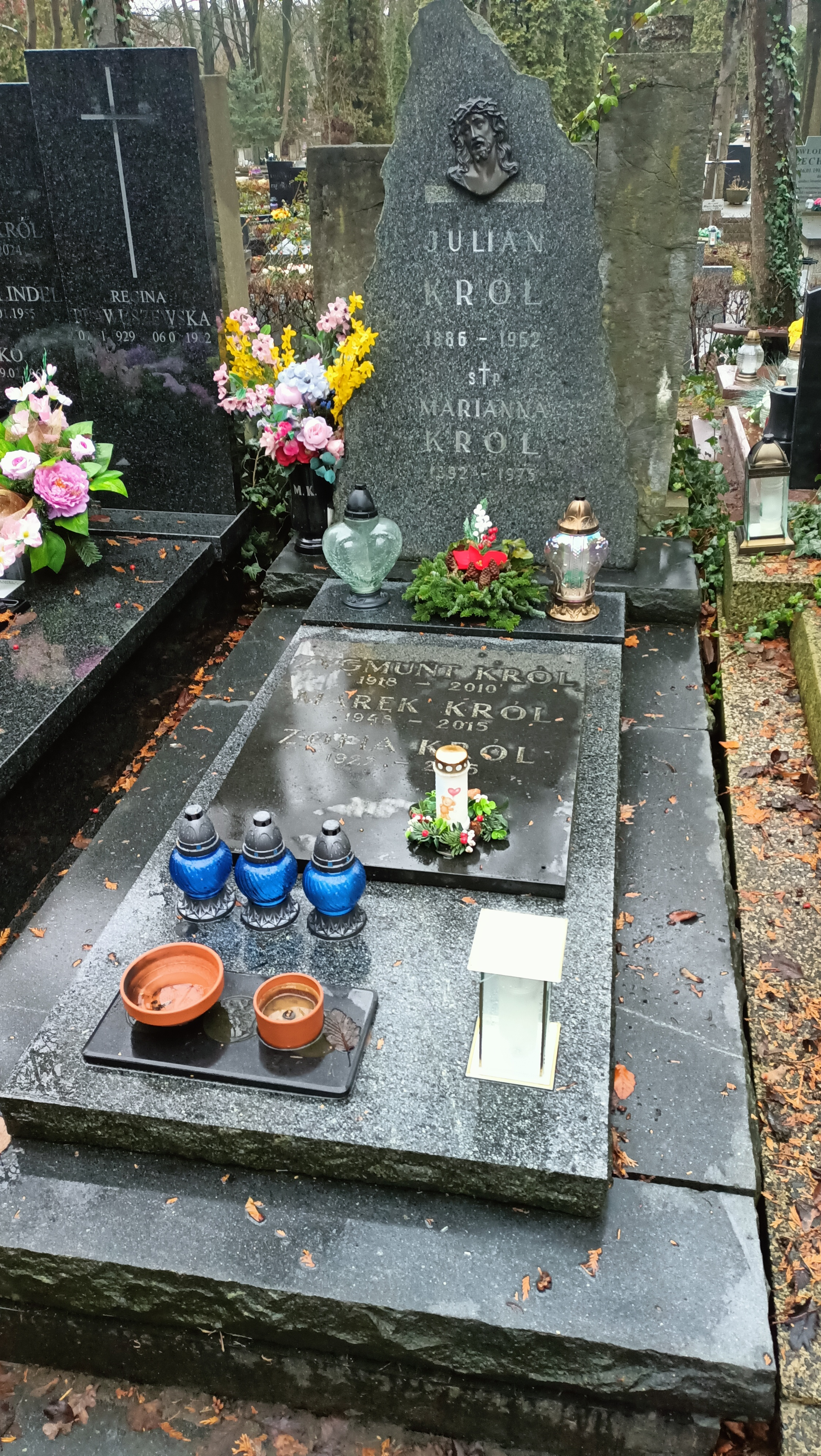
Grób Zygmunta Króla na Cmentarzu Wojskowym na Powązkach

Zygmunt Król (ur. 9 marca 1918 w Moskwie, zm. 27 czerwca 2010 w Warszawie) – kierownik produkcji filmowej.

## Życiorys
W roku 1938 ukończył Państwową Koedukacyjną Szkołę Fotograficzną w Warszawie.
Brał udział w kampanii wrześniowej, po kapitulacji lata wojny spędził w oflagu.
W lutym 1945 rozpoczął pracę w Wytwórni Filmowej „Czołówka”. Następnie został kierownikiem produkcji w Przedsiębiorstwie Państwowym „Film Polski”. W latach 1960–1968 szef produkcji Zespołu Filmowego „Studio”, a w latach 1989–1991 Zespołu Filmowego „Kadr”.  
Od 1953 wykładał w Państwowej Wyższej Szkole Filmowej w Łodzi, a w latach 1953–1958 był dyrektorem tamtejszego Ośrodka Produkcji Filmowej. W okresie od 1958 do 1970 piastował stanowisko dziekana Studium Organizacji Produkcji Filmowej. Od 1969 należał do Stowarzyszenia Filmowców Polskich. W latach 1989–1991 był członkiem Komitetu Kinematografii.
Zmarł 27 czerwca 2010 w Warszawie, pochowany 2 lipca 2010 na cmentarzu Wojskowym na Powązkach (kwatera A 29-7-20).

## Filmografia

### Jako kierownik produkcji
- C.K. Dezerterzy (1985), reż. Janusz Majewski
- Janosik (1974), reż. Jerzy Passendorfer
- Janosik (serial telewizyjny) (1973), reż. Jerzy Passendorfer
- Noc generałów (1966), reż. Anatole Litvak
- Krzyżacy (1960), reż. Aleksander Ford

## Ordery i odznaczenia
- Medal „Za udział w wojnie obronnej 1939” (1982)
- Srebrny Krzyż Zasługi (1954)
- Medal 40-lecia Polski Ludowej (1984)
- Medal 10-lecia Polski Ludowej (1955)
- Odznaka tytułu honorowego „Zasłużony Nauczyciel PRL” (1988)
- Odznaka „Zasłużony Działacz Kultury” (1977)

Źródło:.

## Nagrody
- Państwowa Nagroda Artystyczna III stopnia (zespołowa) w dziale kinematografii za kierownictwo produkcji filmu Dwie brygady (1950)[5]
- Honorowa Nagroda Stowarzyszenia Filmowców Polskich przyznana podczas 32. Festiwalu Polskich Filmów Fabularnych w Gdyni (2007)[4]